# Fraccionamiento de flujo de campo

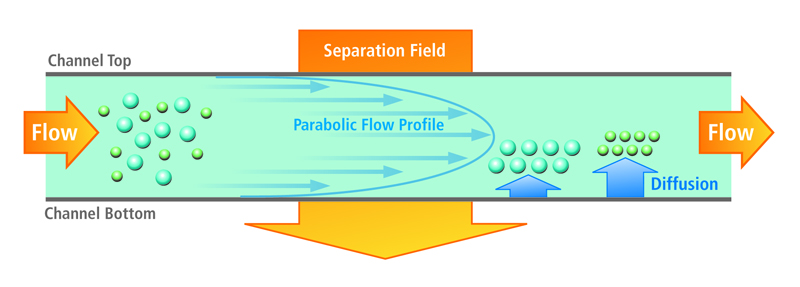
Sección transversal del canal de fraccionamiento de flujo de campo (AF4), donde la tasa de flujo laminar dentro del canal no es uniforme. Viaja en un patrón parabólico con la velocidad del flujo, aumentando hacia el centro del canal y disminuyendo hacia los lados.

El fraccionamiento de flujo de campo (FFF), es una técnica de separación donde un campo se aplica a una suspensión o solución de fluido bombeada a través de un canal largo y estrecho, perpendicular a la dirección del flujo, para causar la separación de las partículas presentes en el fluido, dependiendo de en sus diferentes "movilidades" bajo la fuerza ejercida por el campo. Fue inventado y reportado por primera vez por J. Calvin Giddings. El método de FFF es exclusivo de otras técnicas de separación debido al hecho de que puede separar materiales en un amplio rango de tamaños coloidales mientras se mantiene una alta resolución. Aunque FFF es una técnica extremadamente versátil, no existe un método de "talla única" para todas las aplicaciones. 
En el fraccionamiento de flujo de campo, el campo puede ser un flujo asimétrico a través de una membrana semipermeable, gravitacional, centrífuga, de gradiente térmico, eléctrica, magnética, etc. En todos los casos, el mecanismo de separación se debe a las diferencias en la movilidad de las partículas (electroforética, cuando el campo es un campo eléctrico de CC que causa un flujo de corriente eléctrica transversal) bajo las fuerzas del campo, en equilibrio con las fuerzas de difusión: a menudo El perfil de la velocidad de flujo laminar parabólico en el canal determina la velocidad de una partícula en particular, en función de su posición de equilibrio desde la pared del canal. La relación entre la velocidad de una especie de partícula y la velocidad promedio del fluido se denomina relación de retención . 

## Principios fundamentales

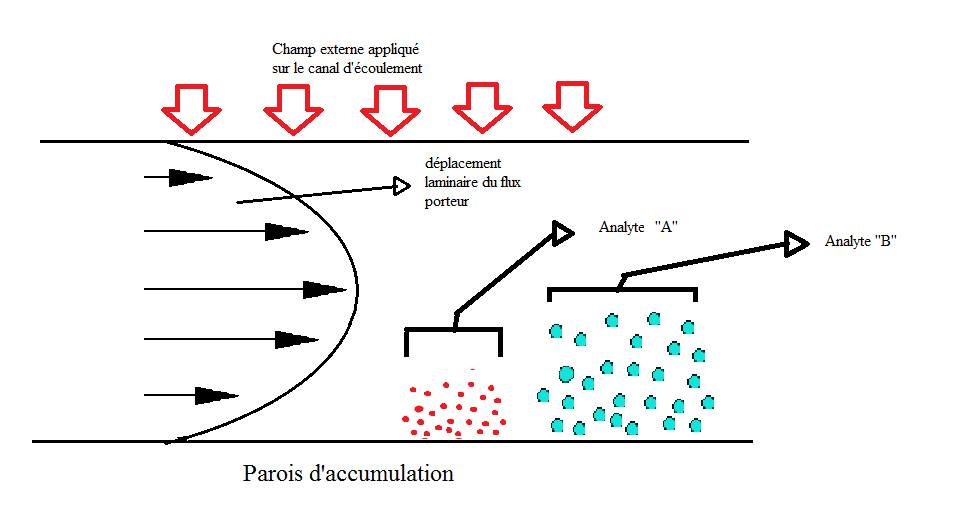
Proceso de separación

El fraccionamiento de flujo de campo se basa en el flujo laminar de partículas en una solución. Estos componentes de muestra cambiarán los niveles y la velocidad en función de su tamaño / masa. Dado que estos componentes viajarán a diferentes velocidades, se produce la separación. Una explicación simplificada de la configuración es la siguiente. La separación de la muestra se produce en un canal delgado en forma de cinta en el que hay un flujo de entrada y un flujo de campo perpendicular. El flujo de entrada es donde el líquido portador se bombea hacia el canal y crea un perfil de flujo parabólico y propulsa la muestra hacia la salida del canal. 

### Fuerza relacionada (F) con el tiempo de retención (TR)
La relación entre el campo de fuerza de separación y el tiempo de retención puede ilustrarse a partir de los primeros principios. Considere dos poblaciones de partículas dentro del canal FFF. El campo transversal dirige ambas nubes de partículas hacia la pared inferior de "acumulación". La oposición a este campo de fuerza es la difusión natural de las partículas, o movimiento browniano, que produce un movimiento de acción contraria. Cuando estos dos procesos de transporte alcanzan el equilibrio, la concentración de partículas c se acerca a la función exponencial de la elevación x por encima de la pared de acumulación, como se ilustra en la ecuación 1. 
{\displaystyle c=c_{0}e^{\frac {-x}{l}}}
l representa la elevación característica de la nube de partículas.  Esto se relaciona con la altura que el grupo de partículas puede alcanzar dentro del canal y solo cuando el valor de l es diferente para cualquiera de los grupos, se producirá una separación.  La l de cada componente puede relacionarse con la fuerza aplicada en cada partícula individual. 
{\displaystyle l={\frac {kT}{F}}}
Donde k es la constante de Boltzmann, T es la presión absoluta y F es la fuerza ejercida sobre una sola partícula por el flujo cruzado. Esto muestra cómo el valor de elevación característico es inversamente dependiente de la Fuerza aplicada. Por lo tanto, F gobierna el proceso de separación. Por lo tanto, al variar la intensidad de campo, la separación se puede controlar para lograr niveles óptimos. La velocidad V de una nube de moléculas es simplemente la velocidad promedio de una distribución exponencial incorporada en un perfil de flujo parabólico. El tiempo de retención, tr se puede escribir como: 
{\displaystyle t_{r}={\frac {L}{V}}}
Donde L es la longitud del canal.  Posteriormente, el tiempo de retención se puede escribir como: 
tr/to =  w/6l  ⌊coth w/2l- 2l/w⌋−1
Donde está el tiempo vacío (aparición de un trazador no retenido) y w es el espesor de la muestra.  Sustituir en kT / F en lugar de l ilustra el tiempo de retención con respecto a la fuerza cruzada aplicada. 
tr/to =  Fw/6kT  ⌊coth Fw/2kT- 2kT/Fw⌋−1
Para una operación eficiente, el valor del grosor del canal w supera l. Cuando este es el caso, el término entre paréntesis se acerca a la unidad. Por lo tanto, la ecuación 5 se puede aproximar como: 
tr/to =  w/6l = Fw/6kT
Por lo tanto, tr es aproximadamente proporcional a F. La separación de las bandas de partículas X e Y, representada por el incremento finito ∆tr en sus tiempos de retención, se logra solo si el incremento de fuerza ∆F entre ellas es suficiente.  Para que este sea el caso, se requiere un diferencial de solo 10–16 N.  La magnitud de F y F depende de las propiedades de las partículas, la intensidad de campo y el tipo de campo. Esto permite variaciones y especializaciones para la técnica.  A partir de este principio básico, muchas formas de FFF han evolucionado y varían según la naturaleza de la fuerza de separación aplicada y el rango en el tamaño de la molécula al que se dirigen. 

## Fractograma

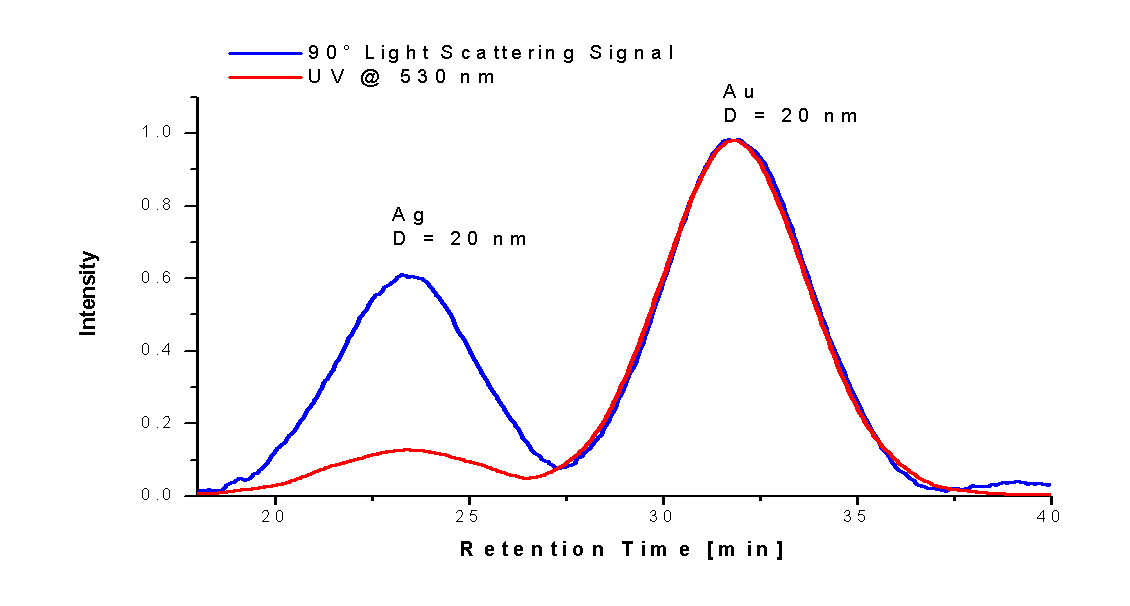
La FFF centrífuga se separa por masa (es decir, una combinación de densidad de partículas y tamaño de partículas). Por ejemplo, las nanopartículas de oro y plata de tamaño idéntico se pueden separar en dos picos, según las diferencias en la densidad del oro y la plata.

Un gráfico de la señal de detección en función del tiempo de una separación de FFF, en la que varias sustancias presentes en un fluido se separan en función de sus velocidades de flujo bajo algún campo externo aplicado, como un campo de flujo, centrífugo, térmico o eléctrico. 
A menudo, estas sustancias son partículas inicialmente suspendidas en un pequeño volumen de un tampón líquido y empujadas a lo largo del canal FFF por el tampón. Las velocidades variables de una especie particular de partículas pueden deberse a su tamaño, su masa y / o su distancia de las paredes de un canal con velocidad de flujo no uniforme.  Por lo tanto, la presencia de diferentes especies en una muestra se puede identificar a través de la detección de una propiedad común a cierta distancia a lo largo del canal largo, y por el fractograma resultante que indica la presencia de varias especies por picos, debido a los diferentes tiempos de llegada característicos de Cada especie y sus propiedades físicas y químicas. 
En un FFF eléctrico, un campo eléctrico controla la velocidad controlando la posición lateral de una especie cargada (con movilidad electroforética ) o polarizada (siendo levitada en un campo no uniforme) en un canal capilar con un perfil de flujo-velocidad hidrodinámicamente parabólico, lo que significa que la velocidad del fluido bombeado es la más alta a mitad de camino entre las paredes del canal y disminuye monótonamente a un mínimo de cero en la superficie de la pared.

## Formas
La mayoría de las técnicas disponibles hoy en día son avances en las creadas originalmente por el Prof.  Giddings. 

### Flujo
De estas técnicas, el FFF de dlujo fue el primero en ofrecerse comercialmente. El FFF flujo separa las partículas en función del tamaño, independientemente de la densidad y puede medir macromoléculas en el rango de 1 nm a 1 µm. En este sentido, es la sub-técnica de FFF más versátil disponible. El flujo cruzado en el flujo FFF entra a través de una frita porosa en la parte superior del canal, saliendo a través de una frita de salida de membrana semipermeable en la pared de acumulación (es decir, la pared inferior). 

### Flujo de fibra hueca
El flujo de fibra hueca FFF (HF5) fue desarrollado por Lee y colaboradores HF5 se ha aplicado para el análisis de redes y otras macromoléculas.  HF5 fue la primera forma de flujo FFF (1974) que se desarrolló.  Las membranas planas pronto superaron a las fibras huecas y forzaron a HF5 a la oscuridad.  Uno de los inconvenientes de HF5 es la disponibilidad de las membranas con tamaños de poros uniformes. Existen diferentes tipos de membranas cerámicas y de fibra hueca polimérica utilizadas en la práctica. 

### Flujo asimétrico
El flujo asimétrico FFF ( AF4 ), por otro lado, tiene solo una membrana semipermeable en la pared inferior del canal. El flujo cruzado es, por lo tanto, creado por el líquido portador que sale de la parte inferior del canal. Esto ofrece una separación extremadamente suave y un rango de separación "ultra-amplio". El fraccionamiento de flujo de campo asimétrico de alta temperatura es la tecnología más avanzada para la separación de polímeros de masa molar alta y ultraalta, macromoléculas y nanopartículas en el rango de tamaño. 

### Térmico
El FFF térmico, como su nombre lo indica, establece una fuerza de separación al aplicar un gradiente de temperatura al canal. La pared del canal superior se calienta y la pared inferior se enfría conduciendo los polímeros y las partículas hacia la pared fría por difusión térmica. El FFF térmico se desarrolló como una técnica para separar polímeros sintéticos en disolventes orgánicos. EL FFF térmico es única entre las técnicas de FFF, ya que puede separar las macromoléculas tanto por su masa molar como por su composición química, permitiendo la separación de las fracciones de polímeros con el mismo peso molecular. Hoy en día, esta técnica es ideal para la caracterización de polímeros, geles y nanopartículas. 
Una de las principales ventajas del FFF térmico son las dimensiones simples y muy bien definidas del canal de separación, lo que hace posible la Calibración Universal entre laboratorios o entre instrumentos porque las constantes de calibración de FFF Térmicos describen la relación de difusión (molecular) ordinaria coeficiente D al coeficiente de difusión térmica (o, movilidad termoforética) DT, que solo dependen del polímero.  La Calibración Universal ThFFF es, por lo tanto, instrumental y de laboratorio transferible, mientras que la conocida Calibración Universal por cromatografía de tamaño es transferible con polímeros en el mismo instrumento solamente.

### Fraccionamiento de células delgadas de flujo dividido
El fraccionamiento de células delgadas de flujo dividido (SPLITT, por sus siglas en inglés) es una técnica especial de preparación de FFF, que utiliza la gravedad para la separación de partículas de tamañode 1 µm de forma continua.  SPLITT se realiza bombeando la muestra que contiene líquido a la entrada superior al comienzo del canal, mientras que al mismo tiempo bombea un líquido portador a la entrada inferior. Al controlar las relaciones de velocidad de flujo de las dos corrientes de entrada y las dos corrientes de salida, la separación se puede controlar y la muestra se puede separar en dos fracciones de distintos tamaños. El uso de la gravedad solo como fuerza de separación hace que SPLITT sea la técnica FFF menos sensible, limitada a partículas por encima de 1 µm. 

### Centrífugo
En FFF centrífuga, el campo de separación se genera a través de una fuerza centrífuga.  El canal toma la forma de un anillo, que gira a velocidades de hasta 4900 rpm en el caso del instrumento Postnova Analytics CF2000. El flujo y la muestra se bombean al canal y se centrifugan, lo que permite al operador resolver las partículas por masa (tamaño y densidad). La ventaja de la FFF centrífuga radica en la gran resolución de tamaño que se puede lograr variando la fuerza aplicada, ya que el tamaño de partícula es proporcional a la masa de partículas a la tercera potencia. 
La ventaja única presentada por FFF centrífuga proviene de la capacidad de las técnicas para alta resolución.  El único instrumento de FFF centrífugo disponible en el mercado es el CF2000 de Postnova Analytics, que incorpora la característica única de separar partículas por su tamaño y densidad.  Esto permite la separación de partículas con solo un 5% de diferencia de tamaño. 
La FFF centrífuga tiene la ventaja de que las partículas y las macromoléculas se pueden separar por densidad de partículas, en lugar de solo por el tamaño de las partículas.  En este caso, dos nanopartículas de oro y plata de tamaño idéntico se pueden separar en dos picos, según las diferencias de densidad en las nanopartículas de oro y plata, separadas con el instrumento Centrifugal FFF Postnova CF2000 con detección por dispersión dinámica de la luz (DLS). 
En las separaciones de AF4, la relación de masa a tiempo es 1: 1. Con la adición del tercer parámetro de densidad a la FFF centrífuga, esto produce una relación más parecida a la masa: el tiempo a la potencia de tres.  Esto da como resultado una distinción significativamente mayor entre picos y una resolución muy mejorada.  Esto puede ser particularmente útil para nuevos productos, tales como materiales compuestos y polímeros recubiertos que contienen nanopartículas, es decir, partículas que pueden no variar en tamaño pero que varían en densidad.  De esta manera, dos partículas de tamaño idéntico aún se pueden separar en dos picos, siempre que la densidad sea diferente. 